# サムシング・ウィアード
『サムシング・ウィアード』（Something Weird ）は、1967年に公開されたカルトホラー映画である。

## 概要
スプラッター映画等のジャンルのホラー映画監督として知られるハーシェル・ゴードン・ルイスによる低予算ホラー映画である本作。仕事中の事故で負った顔の火傷により醜い顔となってしまった占い師と、その占い師に恋人になるよう迫る魔女、そして連続殺人事件が絡むストーリー展開となっている。作中には幽霊、魔術、サスペンスなどの要素があるが、一風変わった独特の雰囲気が評価されカルト映画として認知されている。日本でもかつてVHSとして発売された。

## あらすじ
電気工事技師のミッチ（トニー・マッケイブ）はある日、作業中の事故で切れた電線に感電して顔に大きな火傷を負う。その火傷はミッチの顔を著しく醜く変貌させ、その現実にミッチは大きく落胆した。しかし一方でその事故での感電により、ミッチの体に未来を予見する超能力が開花する。ミッチはその後、顔をマスクで隠して占い師として活動を始める。何でも言い当ててしまうミッチの評判は瞬く間に広がり、占い師として一躍有名人に。その日も噂を聞きつけてきた夫人を占っていたのだが、あまりに的確すぎる占いと怪我によるミッチの歪んだ性格により、夫人は憤慨して帰ってしまった。そのすぐ後に、ミッチの元へある一人の魔女（ムダイト・アラムス）がやって来る。魔女は怪しく笑い、ミッチの醜く変貌してしまった顔を治してやると言う。しかしその条件はその魔女と恋人になると言うものだった。それで顔が治るのならばとミッチは二つ返事で魔女の条件を承諾する。するとミッチの顔は瞬く間に元通りになり、ミッチは大喜びするのだった。同じ頃、ウィスコンシンの刑事たちは最近世間を震撼させている連続殺人事件の捜査に行き詰っている。そしてミッチの抜群の占い能力の噂を知った刑事たちはミッチを捜査の協力者としてウィスコンシンに招き入れるが…。

## キャスト・スタッフ

### 出演者
- ミッチ：トニー・マッケイブ
- エレン・パーカー：エリザベス・リー
- アレックス・ジョーダン博士：ウィリアム・ブルーカー
- 魔女：ムダイト・アラムス
- マドックス刑事：テッド・ヘイル
- ヴィントン警部：ローレンス・J・アバーウッド

### スタッフ
- 監督：ハーシェル・ゴードン・ルイス
- 脚本：ジェームズ・F・ハーレイ
- 音楽：エドワード・J・ピータン
- 撮影：ハーシェル・ゴードン・ルイス、ほか
- 編集：リチャード・ブリンクマン